# Holotrichia bakeri
Holotrichia bakeri är en skalbaggsart som beskrevs av Moser 1924. Holotrichia bakeri ingår i släktet Holotrichia och familjen Melolonthidae. Inga underarter finns listade i Catalogue of Life.